# Дудник, Сергей Александрович
Сергей Александрович Дудник (род. 20 июля 1947, Астраханка, Приморский край) — государственный деятель, член Совета Федерации, Председатель Думы Приморского края.

## Биография

### Политическая карьера
Политическую карьеру начал в 1981 г., будучи избранным в Находкинский Совет народных депутатов. В 1995—1997 гг. был депутатом Приморской краевой думы первого созыва. В 1997 г. был избран председателем Думы. В 1998 г. получил полномочия члена Совета Федерации. Член Комитета СФ по бюджету, налоговой политике, финансовому, валютному и таможенному регулированию, банковской деятельности (1998—2000). В 2000 г. перешёл в Комитет СФ по вопросам безопасности и обороны. Кроме того, был утвержден представителем СФ в Постоянной комиссии Межпарламентской Ассамблеи государств — участников СНГ по экономике и финансам.